# General de brigada
General de brigada o brigadier general es un rango militar perteneciente al escalafón de oficiales de los ejércitos de tierra y aire y algunas armadas. Su jerarquía es inmediatamente superior a la de coronel e inmediatamente inferior a la de general de división o mayor general. En algunos países se le conoce como brigadier o brigadier general  equivale a contralmirante, comodoro o almirante de flotilla en la armada. Como su propio nombre indica, suele estar al mando de una brigada (de 3000 a 5000 soldados).
Basado en el ejemplo de la clasificación de rango de la OTAN el general de brigada a menudo corresponde al rango OF-6, veces al rango OF-7 en algunos países.

## Variantes

### General de brigada
El general de brigada es el rango de comandante de brigada en los países donde se utiliza la designación de rango de oficial general del Sistema revolucionario francés. El nombre de rango général de brigade fue utilizado por primera vez por los ejércitos revolucionarios franceses. Corresponde a OF-6 o OF-7, ya que el rango de comandante de brigada corresponde a brigadier general o mayor general según las leyes del país.  　

### Brigadier general
El brigadier general es el rango de comandante de brigada en países donde se utiliza la designación de rango de oficial general del Viejo sistema europeo. Básicamente corresponde a OF-6. Sin embargo, se utiliza como rango correspondiente a OF-9 en la Fuerza Aérea Argentina y OF-7 en la Fuerza Aérea Uruguaya.

## En algunos países

### Argentina
En el Ejército Argentino general de brigada es un general de dos estrellas que tiene jerarquía inmediatamente superior a la de coronel mayor e inmediatamente inferior a la de general de división. Este grado fue creado por la ley 1.254, de octubre de 1882, junto con los de general de división y teniente general. Hasta entonces los grados de general eran dos, coronel mayor y brigadier general. Sus insignias fueron presillas de color rojo grana con una estrella de cinco puntas, según el Reglamento de Uniformes Militares de octubre de 1904. Años después, las estrellas fueron de cuatro puntas, hasta 1943. Desde entonces se adoptaron los soles.
En cambio, en la Fuerza Aérea Argentina brigadier general es un general de cuatro estrellas cuyo grado inmediato inferior es brigadier mayor, siendo el empleo máximo de la institución.

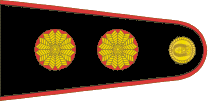
Insignia de general de brigada del Ejército Argentino.
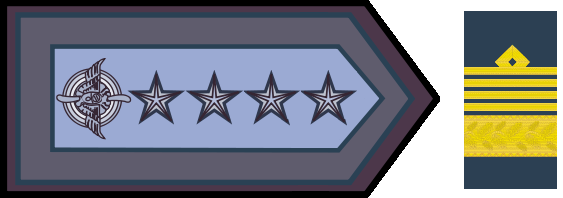
Insignia de brigadier general de la Fuerza Aérea Argentina.

### Chile
En el Ejército de Chile el grado de general de brigada es el primero de la categoría de los oficiales generales, es equivalente a un mayor general en el escalafón militar anglosajón. Su superior inmediato es el general de división y su inmediato inferior es el brigadier.
Al igual que el General de División, el grado de general de brigada se crea en 1827 y desde entonces existió durante gran parte de la Historia Republicana de Chile, siendo derogado por la Ley 18 002 de 1981, cuando es reemplazado por el de Brigadier General y solo volverá a ser restablecido en el año 2002 por la Ley 19 796. Es equivalente a los grados de contraalmirante (Armada), general de brigada aérea (FACh) y general de carabineros.
Mediante la Ley 18.002 de 1981 se crea este grado para reemplazar al hasta entonces existente grado de general de brigada, pero manteniendo los distintivos asociados. Fue derogado por la Ley 19.796 de 2002, mediante la cual se reestableció el grado de general de brigada.

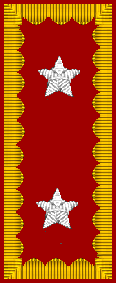
General de brigada (Chile).

### Colombia
En Colombia, el grado de brigadier general fue creado mediante el decreto 1325 del 21 de mayo de 1953 siendo el rango más bajo de los oficiales generales. Ese mismo decreto cambió los grados de teniente general y general, a brigadier general y teniente general. Posteriormente se reformó de nuevo para dejar los grados de brigadier general, mayor general y general. Para ascender a brigadier general, brigadier general del aire o contralmirante, los coroneles y capitanes de navío deben tener una antigüedad de 5 años, ser llamados y aprobar el Curso de Altos Estudios Militares, CAEM.
El general de brigada como su mismo nombre lo dice, es el encargado de dirigir una brigada, sea ya del Ejército, de la Fuerza Aérea, la Infantería de Marina o de la Policía. Es equivalente al grado de contraalmirante de la Armada.
El rango de general de brigada, es inmediatamente superior al rango de coronel e inferior al rango de mayor general. Estatutariamente, el rango tiene que ser ocupado durante 5 años antes de que pueda ser promovido a mayor general o a general de división.

General de brigada del Ejército.
Brigadier general del Aire de la Fuerza Aérea.
Brigadier de la Infantería de Marina.
General de brigada de la Policía Nacional.

### Ecuador
En Fuerza Aérea Ecuatoriana, el brigadier general es un grado entre coronel y teniente general. Por lo tanto, corresponde al mayor general y equivaliendo al OF-7.　

### Perú
En el Ejército del Perú el grado de General de Brigada es el 7.º grado en el escalafón de Oficiales, se identifica por llevar dos soles radiantes bordados con hilo dorado en los hombros del uniforme, comanda las diferentes brigadas con que cuenta el Ejército (Brigada Blindada, Brigada de Infantería, Brigada de Caballería, etc.) y dirige las diferentes direcciones en el Estado Mayor General del Ejército.
Es el grado posterior a Coronel y anterior a General de División, para alcanzar el grado de General de Brigada se realiza un proceso de ascenso anual (primera quincena del mes de octubre según ley), se debe tener 28 años de servicio como Oficial y tener 6 años de servicio como Coronel.

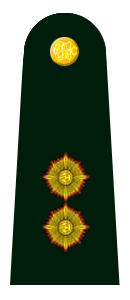
General de brigada (Perú)

### OTAN

#### España
En los ejércitos de Tierra, Aire, cuerpos de la Armada (Infantería de Marina e Intendencia) y en la Guardia civil, el general de brigada (OF-6) es el primer grado del generalato español, equivale a contralmirante en La Armada. Su inmediato superior es el general de división y su inmediato inferior es el coronel.
Su divisa es un bastón y un sable cruzados bajo una corona (que indican el generalato) y una estrella de cuatro puntas (o lucero) colocada en el centro (que indican el empleo del general). El bastón significa mando y la espada fuerza, el bastón y la espada cruzada significan mando sobre fuerza.

Divisa de general de brigada (Ejército de Tierra)
Divisa de contraalmirante (Armada)
Divisa de general de brigada (Infantería de Marina)
Divisa de general de brigada (Ejército del Aire y del Espacio)
Divisa de general de brigada (Guardia Civil)

#### Estados Unidos
En Estados Unidos, el grado se utiliza tanto en el ejército de tierra como en las fuerzas aéreas. Equivaliendo al OF-6 en el código OTAN, sucede al coronel y antecede al mayor general. En la Armada equivale a contralmirante (inferior).

General de brigada del Ejército.
General de brigada del Cuerpo de Marines.
General de brigada de la Fuerza Aérea y de la Fuerza Espacial.

### Uruguay
En Uruguay, el grado de Brigadier general es el segundo más alto de la jerarquía del personal superior de la Fuerza Aérea Uruguaya –por detrás del General del Aire–, siendo a su vez, el primero dentro de la categoría de Oficiales Superiores. Es equivalente a los grados de General y Contraalmirante del Ejército y la Armada, respectivamente. Los brigadieres generales dirigen los comandos de la rama aérea, así como la Dirección Nacional de Aviación Civil e Infraestructura Aeronáutica (DINACIA).

Brigadier general (Uruguay)